# Rotonda Grecia

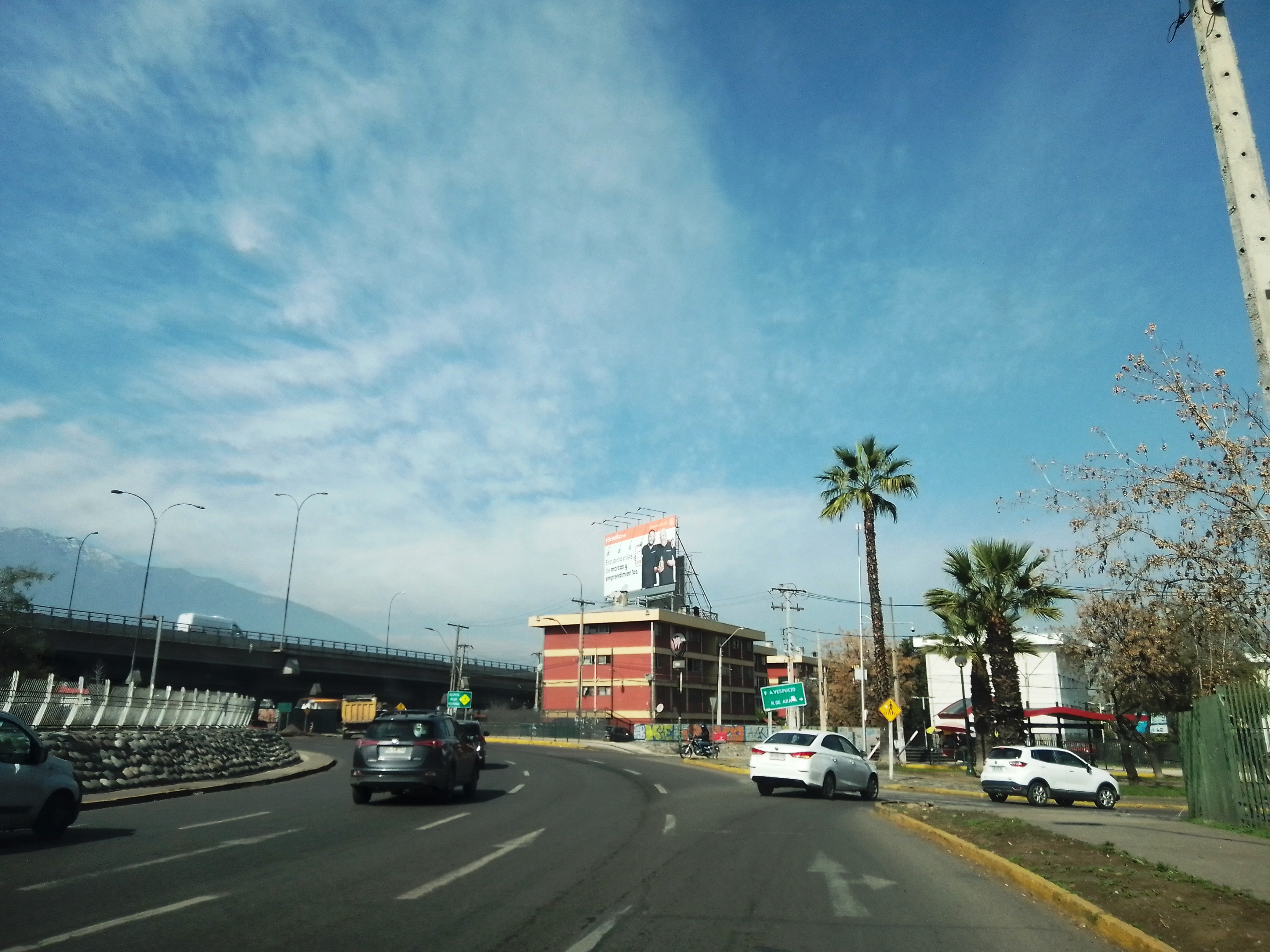
Vista de la rotonda Grecia, en la intersección con la avenida Rodrigo de Araya.

La Rotonda Grecia es una importante arteria de Santiago de Chile, ubicada en las comunas de Ñuñoa, Macul y Peñalolén. La rotonda es el punto de unión de tres importantes avenidas de la ciudad de Santiago, a saber: Avenida Américo Vespucio, Avenida Grecia y Avenida Rodrigo de Araya.

## Infraestructura
Está pavimentada y cuenta con cinco pistas con sentido derecho. Siguiendo la continuidad de Grecia, están construidos dos corredores de buses (uno por sentido) los cuales cruzan la rotonda de oriente a poniente. Siguiendo la continuidad de Vespucio, tiene dos puentes (uno por sentido), los cuales cruzan la Rotonda a unos 10 metros de alto.
Existen, además, la estación Grecia de la línea 4 del Metro de Santiago y un punto de transbordo del Transantiago.

## Las avenidas

### Américo Vespucio
Cruza la Rotonda de norte a sur. Es una arteria muy transitada, por lo que se construyeron dos puentes que cruzan la glorieta y que la liberaron de mucho tráfico. Además, en Rotonda Grecia nace la Autopista Vespucio Sur, que recorre Vespucio hacia el sector surponiente de Santiago, y en un futuro también empezará el segundo tramo de la Autopista Vespucio Oriente, que lo unirá con el primer tramo y cerrará la circunvalación de Vespucio como una vía expresa en su totalidad.

### Grecia
Cruza la Rotonda de oriente a poniente. Es una artería bastante transitada.

### Rodrigo de Araya
Llega a la Rotonda por el surponiente. Es bastante menos transitada que las otras dos, pero sirve a mucha gente para conectarse con el metro.